# 두원중공업
두원중공업 주식회사(斗源重工業 株式會社)는 두원그룹 계열의 중공업 기업으로, 본사는 경상남도 사천시 구해창길 20-7 (축동면)에 있다.

## 역사 및 현황
1979년 3월 19일 정상남 대표이사에 의해 설립되었다. 1987년 8월에 코스닥 시장에 상장하였으나 2000년 6월 7일에 자본전액잠식으로 인해 상장폐지 되었다.
2002년 8월 중국에 지사를 설립하였으며, 2003년 4월에는 일본에 지사를 설립하였다.

### 내용주
1. ↑  코스닥 시장